# José Vicente Rangel Ávalos
José Vicente Rangel Ávalos (Santiago de Compostela, 2 de febrero de 1956) es un político venezolano, hijo del también político José Vicente Rangel Vale y la escultora chilena Ana Ávalos. Fungió como Alcalde del municipio Sucre primeramente entre 2000 y 2008 y posteriormente entre 2017 y 2025.

## Biografia
Fue miembro de la Asamblea Nacional Constituyente de 1999 por el estado Miranda, siendo uno de los 131 constituyentistas encargados de redactar la constitución del año 1999. En las elecciones del 2000 fue elegido alcalde del municipio Sucre el estado Miranda, con apoyo de agrupaciones pro Hugo Chávez como el Movimiento V República en el año 2004 fue reelegido en el cargo, derrotando al candidato del partido Primero Justicia Carlos Ocariz, quien luego fue elegido para la misma alcaldía. 
Fue viceministro de Seguridad Ciudadana del Ministerio del Poder Popular para Las Relaciones Interiores, Justicia y Paz del presidente Nicolás Maduro, en el que estuvo a cargo de las zonas de paz. También fue diputado a la Asamblea Nacional Constituyente de Venezuela de 2017.